# جامبارانا
جامبارانا (به ایتالیایی: Gambarana) یک کومونه در ایتالیا است که در استان پاویا واقع شده‌است.

## خصوصیات
جامبارانا ۱۲٫۰ کیلومترمربع مساحت و ۲۶۷ نفر جمعیت دارد.